# Chotila
Chotila fou un petit estat tributari protegit al nord de la península de Kathiawar, a la presidència de Bombai. Estava format fins a la seva divisió per 35 pobles amb nou tributaris separats. Després de la divisió al segle XX eren 6 pobles i 18 km² sent la població de 1.044 habitants (1921). La resta havia passat al principat de Jinjuda.
Pagava un tribut de 65 lliures al govern britànic i 22 al nawab de Junagarh.

## Història
La ciutat de Dhank estava governada pel clan rajput dels Wala. El cap d'aquest es va casar amb una dona kathi de la branca Patgir i fou escollit com a cap dels kathis. Els seus descendents es van dividir en: Walas, Khachars i Khumans, i van governar sobre els kathis (les tres branques no s'enllacen entre elles). Un d'aquests descendents va conquerir Choytila als rajputs parmars vers 1600 i la van conservar fins al 1950. L'estat fou dividit al segle XX entre Khachar Shri Surag Sadual i Nana Sadul Khachar per un litigi i el primer es va quedar amb Jinjuda i el segon amb Chotila.

## Llista de governants
- Darbar Shri MULU KHACHAR
- Darbar Shri NAGJAN MULU KHACHAR (fill)
- Darbar Shri SADUL NAGJAN KHACHAR (fill)
- Darbar Shri JAITA SADUL KHACHAR (fill)
- Darbar Shri DADA JAITA KHACHAR (fill)
- Darbar Shri SADUL DADA KHACHAR (fill)
- Darbar Shri SURAG SADUL KHACHAR (fill), príncep de Jinjuda
  - Darbar Shri AMRA SURAG KHACHAR de Jinjuda, married and had issue.
    - Darbar Shri JETHSUR AMRA KHACHAR de Jinjuda
      - Kumar Shri SANTU JETHSUR KHACHAR de Jinjuda
- Darbar Shri NANA SADUL KHACHAR (germà de SURAG SADUL KHACHAR)
- Darbar Shri DADA NANA KHACHAR (fill) fins a 1950 (+1991)